# Gordianus och Epimachus

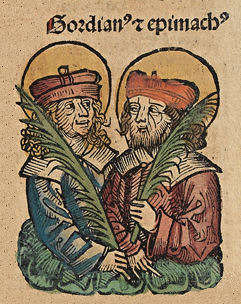
Gordianus och Epimachus. Illustration från Nürnbergkrönikan

Gordianus och Epimachus var två martyrer, som hedras den 10 maj enligt den romersk-katolska helgonkalendern.
Epimachus var martyr i Alexandria. Enligt legenden torterades han i fängelset först och brändes sedan på bål eller halshöggs. Detta skedde cirka år 250 under kejsar Decius. Hans attribut är svärd, spik och palm. Fram till år 1831 fanns Epimachus i almanackan för den 10 maj.
Gordianus halshöggs omkring år 362. Enligt Legenda aurea var Gordianus kejsar Julianus avfällingens ståthållare. När han skulle tortera Januarius blev han i stället tillsammans med sin hustru Marina omvänd till kristendomen genom Januarius predikan. Kejsaren lät då halshugga Gordianus och kasta hans kropp till hundarna. Men hundarna rörde inte kroppen, och då begravde de kristna den i samma grav som Epimachus. Gordianus attribut är också svärd, spik och palm.